# Gaspard Glaus
Gaspard Glaus, né à Avenches le 27 octobre 1957, est un musicien vaudois, pianiste, compositeur et arrangeur.

## Biographie
Le pianiste Gaspard Glaus découvre le piano classique à l'âge de 9 ans, avant d'être saisi, trois ans plus tard, par le son de la musique jazz. Il commence à jouer en public en 1975 au sein du quartette Andoar, avec François Allaz, Jean-François Massy et Marc Wagnon, et remporte le prix de piano au festival jazz d'Augst en 1976. Après sa maturité, il part à Berne suivre l'école de jazz, dont il sort diplômé en 1981. Parmi ses maîtres figurent notamment le pianiste de jazz Martial Solal, avec qui il partage la scène de l'Octogone de Pully en 1984. Il faut cependant attendre 1989 et l'obtention d'une bourse Burrus pour jeunes talents pour qu'il achève sa formation : en 1990, il retourne à la Swiss Jazz School de Berne pour y passer avec succès un diplôme professionnel de théorie, d'arrangement, de piano et de saxophone ; en 1991, il réussit un diplôme d'enseignement du piano ainsi qu'un certificat supérieur de contrepoint au Conservatoire de Lausanne ; il obtient enfin un diplôme d'Orchestration au Conservatoire de Lausanne en 1994.
Gaspard Glaus partage son temps entre l'interprétation musicale, la composition et l'enseignement. Dès 1975, il est actif dans diverses formations de jazz, participant ainsi au développement de cette scène en Suisse romande. Après son premier quartette Andoar, il se produit avec le Gaspard Glaus Trio, et joue régulièrement avec des artistes tels que Léon Francioli, Daniel Bourquin, Ivor Malherbe, Raymond Court ou Antoine Auberson, et participe au Big Band de Lausanne. Il est même de l'aventure de Piano Seven de 1988 à 1999, et accompagne également des artistes internationaux comme Julia Freedman ou Martial Solal. Pas uniquement actif dans le jazz, il accompagne notamment au piano les chanteurs Pascal Auberson, Henri Dès, Sarcloret ou Valérie Lou, et participe à l'album Les trois cloches : les chansons de Jean Villard Gilles avec Sarcloret et Michel Bühler. Il a aussi officié comme pianiste au sein du Groupe instrumental romand (GIR). Son travail de composition, Gaspard Glaus le commence au début des années 1980 : il écrit la musique de nombreuses pièces radiophoniques pour la RTS, qui remportent le Prix Gilson en 1985 et le Prix Italia en 1986. S'il écrit des musiques de scène pour les théâtres lausannois comme le Kleber-Meleau ou le théâtre de Vidy, Gaspard Glaus compose également de nombreuses musiques de film, pour les réalisateurs Jean-François Amiguet, Gilles Pache et Vivien Gofette. En 2001, il publie enfin une méthode d’improvisation intitulée Lignes, motifs et improvisation. Professeur titulaire d'harmonie pratique et d'accompagnement au piano à la Haute École de musique de Lausanne depuis 2000, Gaspard Glaus est aussi professeur d'improvisation à l'Institut de Ribeaupierre à Lausanne, et donne régulièrement des stages d'improvisation. Il est surtout l'un des membres fondateurs de l'École de jazz et de musiques actuelles (EJMA) à Lausanne, en 1982.
Toujours partagé entre la classe et la scène, Gaspard Glaus vit aujourd'hui à Lutry. Il a récemment parrainé le projet Baladas para 3, tango revisité par trois jeunes musiciennes lausannoises. 

## Sources
- « Gaspard Glaus », sur la base de données des personnalités vaudoises sur la plateforme « Patrinum » de la Bibliothèque cantonale et universitaire de Lausanne.
- Caspary, Michel, "Gaspard Glaus en concert avec M. Solal "Il faut qu'ça swingue"", 24 Heures, 1984/04/04
- Denoréaz, Michel, "Jazz: Glaus-Solal à Pully", 24 Heures, 1984/04/09
- "Gaspard Glaus: pianiste impressionniste", L'hebdo, 2000/12/14.